# Anelasticidade
Anelasticidade é o comportamento elástico de um determinado material que varia com o tempo. É resultado dos processos microscópicos e atomísticos na estrutura cristalina do material, podendo ser ele um metal, cerâmica ou polímero. Quando um metal, por exemplo, é submetido a uma tensão de tração, ele irá se deformar. Esta deformação permanecerá por um determinado instante de tempo.